# Rosa 'Konrad Adenauer'
'Konrad Adenauer' (el nombre del obtentor registrado de 'TANedauk'® ), es un cultivar de rosa que fue conseguido en Alemania en 1954 por el rosalista alemán Mathias Tantau jun..

## Descripción
'Konrad Adenauer' es una rosa moderna de jardín cultivar del grupo Híbrido de té.
El cultivar procede del cruce de 'Crimson Glory' x 'Hens Verschuren'.
Las formas arbustivas del cultivar tienen porte erguido bien ramificado y alcanza de 75 a 150 cm de alto con 60 cm de ancho. Las hojas son de color verde oscuro y brillante. Está armada con gruesas espinas.
Sus delicadas flores de color rojo oscuro. Fragancia fuerte. Rosa de diámetro grande de 4.5". La flor doble plena de 35 pétalos, generalmente flor solitaria, en pequeños ramos centrada en alto. 
Florece en oleadas a lo largo de la temporada. Primavera o verano son las épocas de máxima floración, si se le hacen podas más tarde tiene después floraciones dispersas.

## Origen
El cultivar fue desarrollado en Alemania por el prolífico rosalista alemán Mathias Tantau jun. en 1954. 'Konrad Adenauer' es una rosa híbrida diploide con ascendentes parentales de 'Crimson Glory' x 'Hens Verschuren'.
El obtentor fue registrado bajo el nombre cultivar de 'TANedauk'® por Mathias Tantau jun. en 1954 y se le dio el nombre comercial de exhibición 'Konrad Adenauer'™.
También se la conoce por los sinónimos de 'Konrad Adenauer'™ y 'TANedauk'®.
La rosa fue conseguida por Mathias Tantau jun. en Alemania antes de 1954 e introducida en Alemania en 1954 como 'Konrad Adenauer'.
La rosa fue introducida en el mercado de Estados Unidos como 'Konrad Adenauer' con la patente "United States - Patent No: PP 1,452".
Desde 1949 a 1963 Konrad Adenauer sirvió como el primer canciller de la República de Alemania Occidental. Nació el 5 de enero de 1876 y murió 19 de abril de 1967. Adenauer fue el hombre del año 1953 en Time magazine.

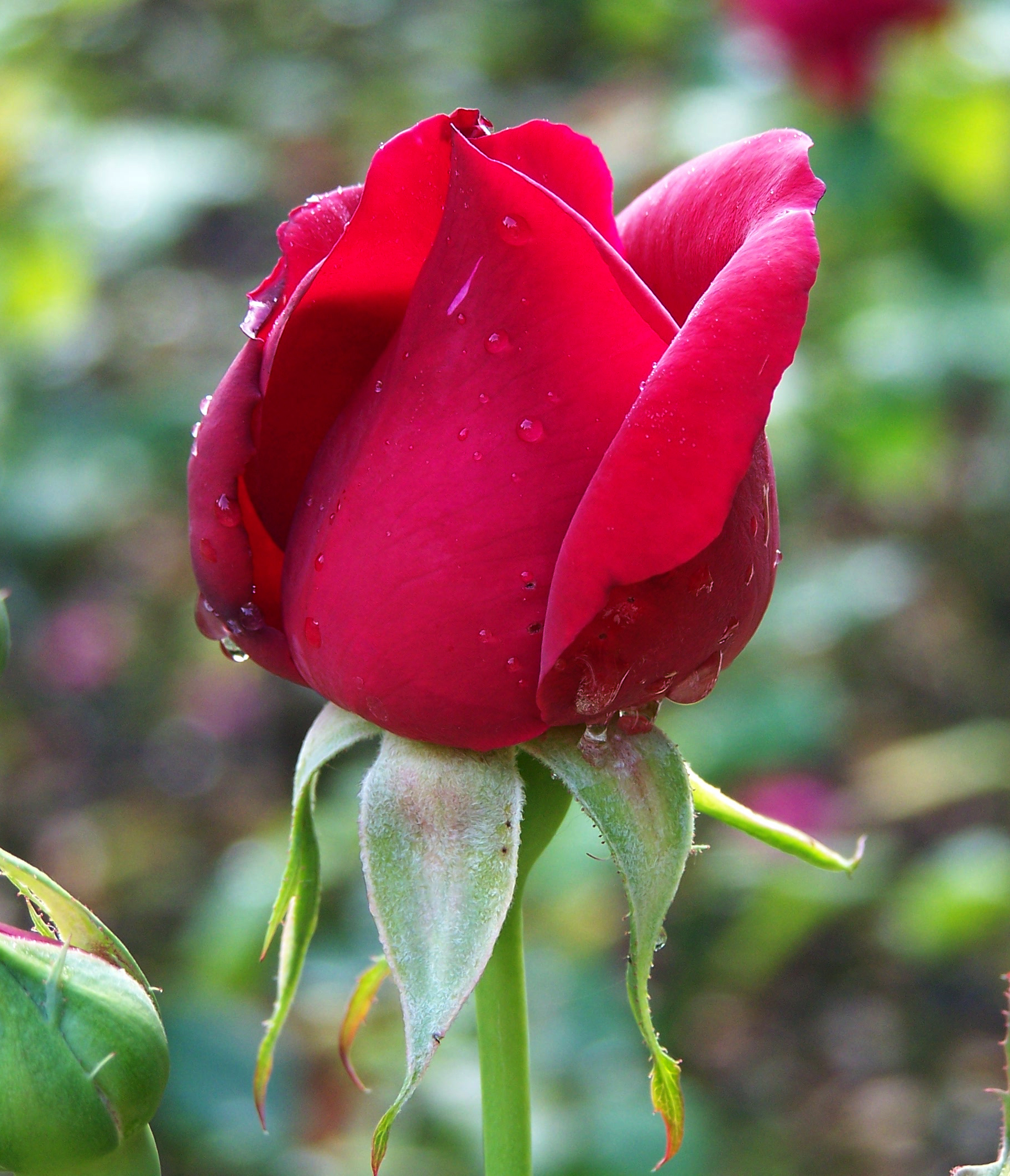
Capullo de la rosa 'Konrad Adenauer'
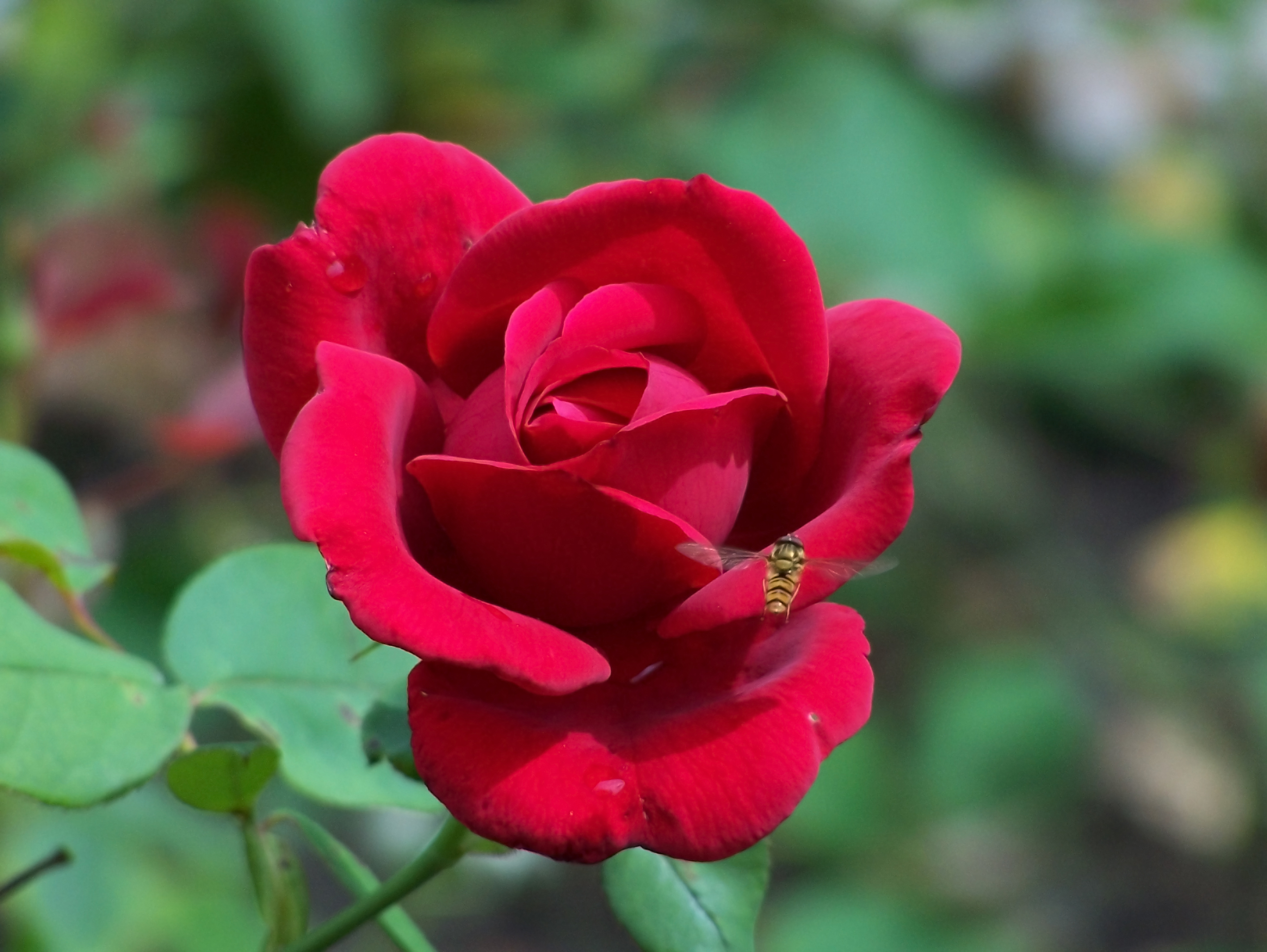
'Konrad Adenauer'
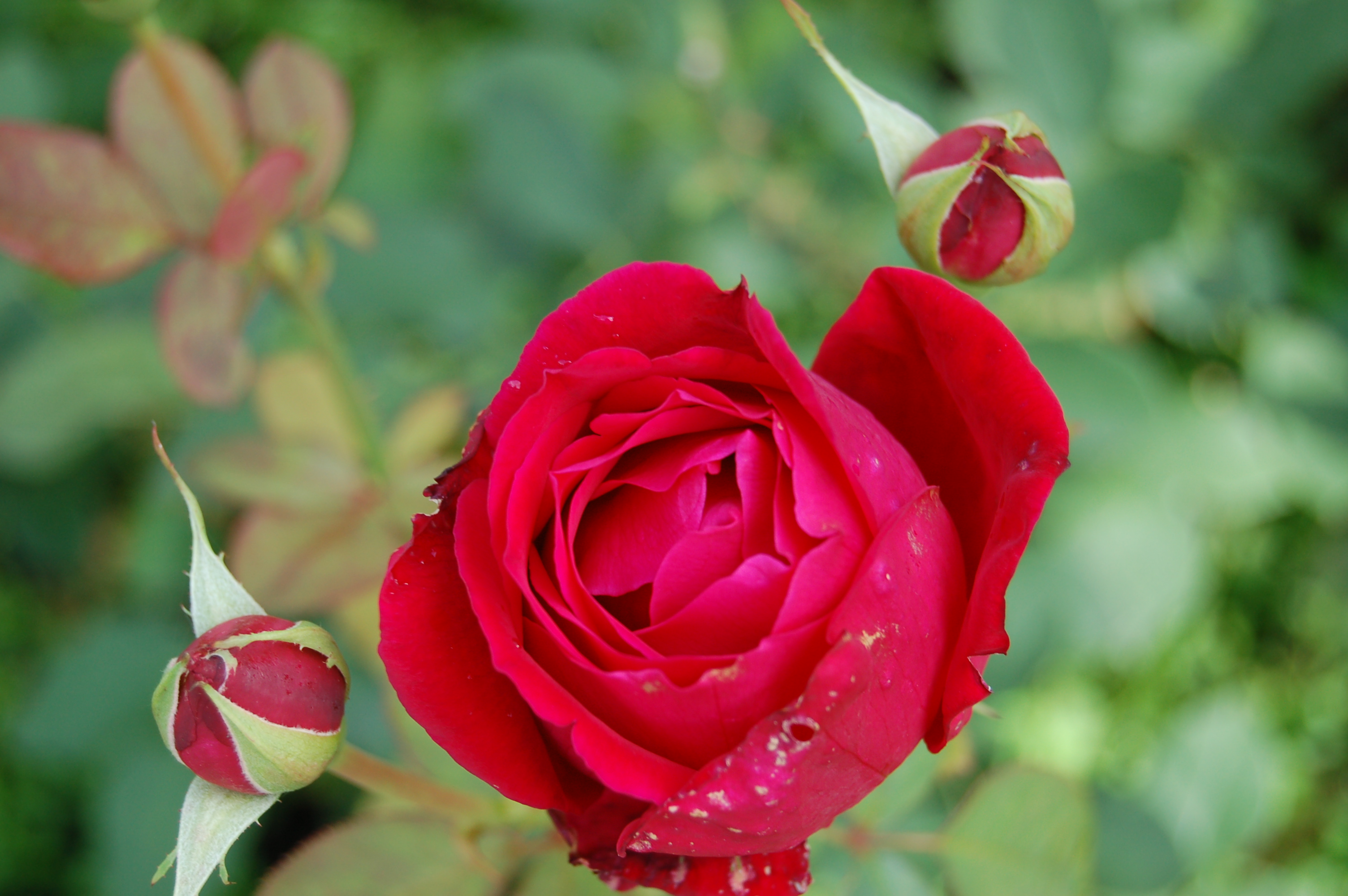
'Konrad Adenauer'
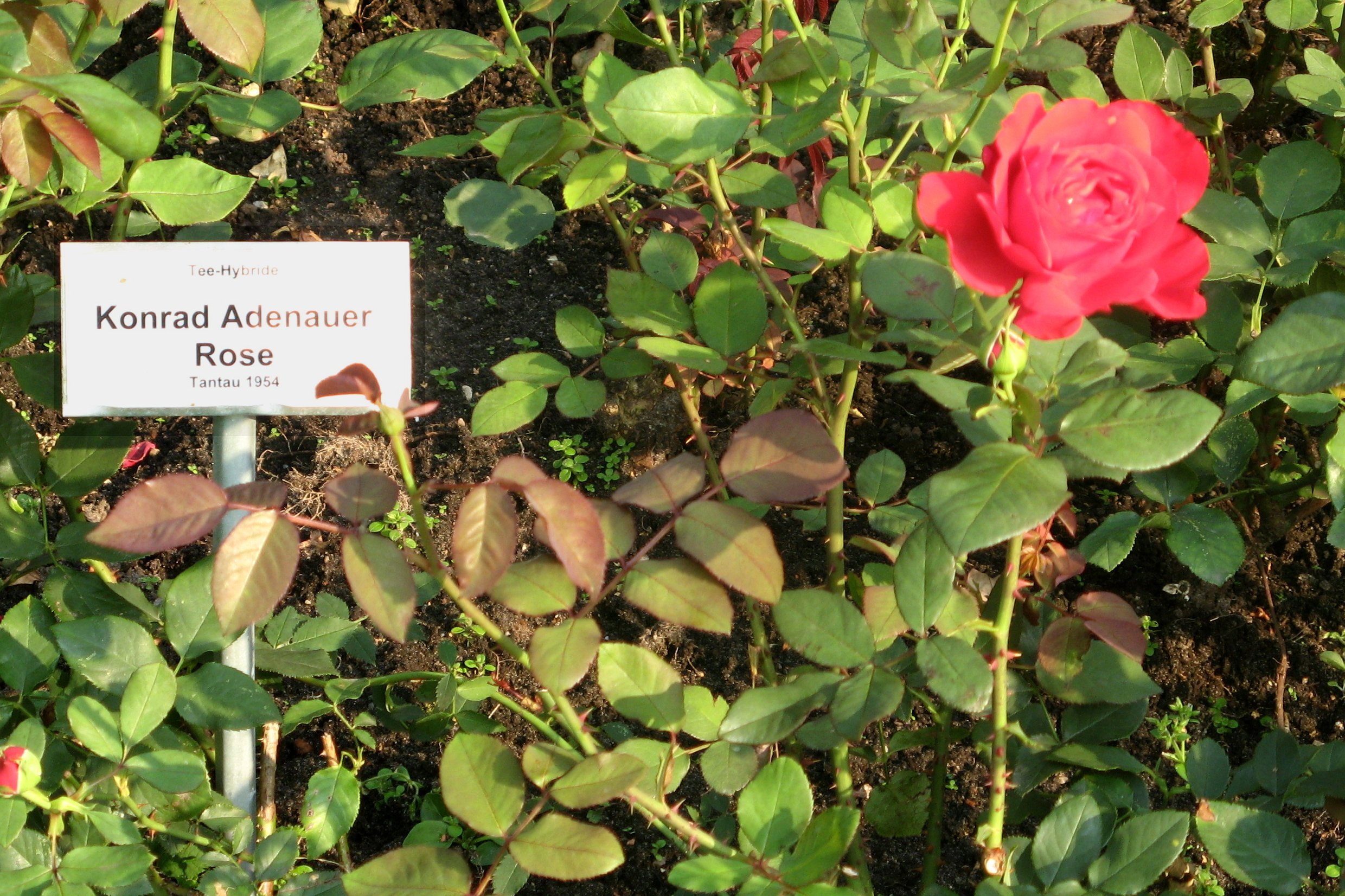
'Konrad Adenauer' en el Rosarium Uetersen.

## Cultivo
Aunque las plantas están generalmente libres de enfermedades, es posible que sufran de punto negro en climas más húmedos o en situaciones donde la circulación de aire es limitada.
Las plantas toleran la sombra, a pesar de que se desarrollan mejor a pleno sol. En América del Norte son capaces de ser cultivadas en USDA Hardiness Zones 7b a más cálida. La resistencia y la popularidad de la variedad han visto generalizado su uso en cultivos en todo el mundo.
Puede ser utilizado para las flores cortadas, jardín o columnas. Vigorosa. En la poda de Primavera es conveniente retirar las cañas viejas y madera muerta o enferma y recortar cañas que se cruzan. En climas más cálidos, recortar las cañas que quedan en alrededor de un tercio. En las zonas más frías, probablemente hay que podar un poco más que eso. Requiere protección contra la congelación de las heladas invernales.